# 대한민국 수구 국가대표팀
대한민국 수구 국가대표팀은 대한민국을 대표하는 수구 국가대표팀이다.

## 대회 기록

### 올림픽
- 1988: 12위

### 세계 선수권 대회
- 2019: 15위

### 아시안 게임
- 1951~1982: 불참
- 1986: 은메달
- 1990: 동메달
- 1994: 5위
- 1998: 불참
- 2002: 5위
- 2006: 7위
- 2010: 4위
- 2014: 4위
- 2018: 5위

### 아시아 선수권 대회
- 1984: 금메달
- 1988: 동메달

### 유니버시아드
- 1959~1983: 불참
- 1985: 10위
- 1987: 14위
- 1989~1993: 불참
- 1995: 15위
- 1997~1999: 불참
- 2001: 12위
- 2003: 12위
- 2005~2013: 불참
- 2015: 13위
- 2017: 12위
- 2019: 10위